# Bumperball

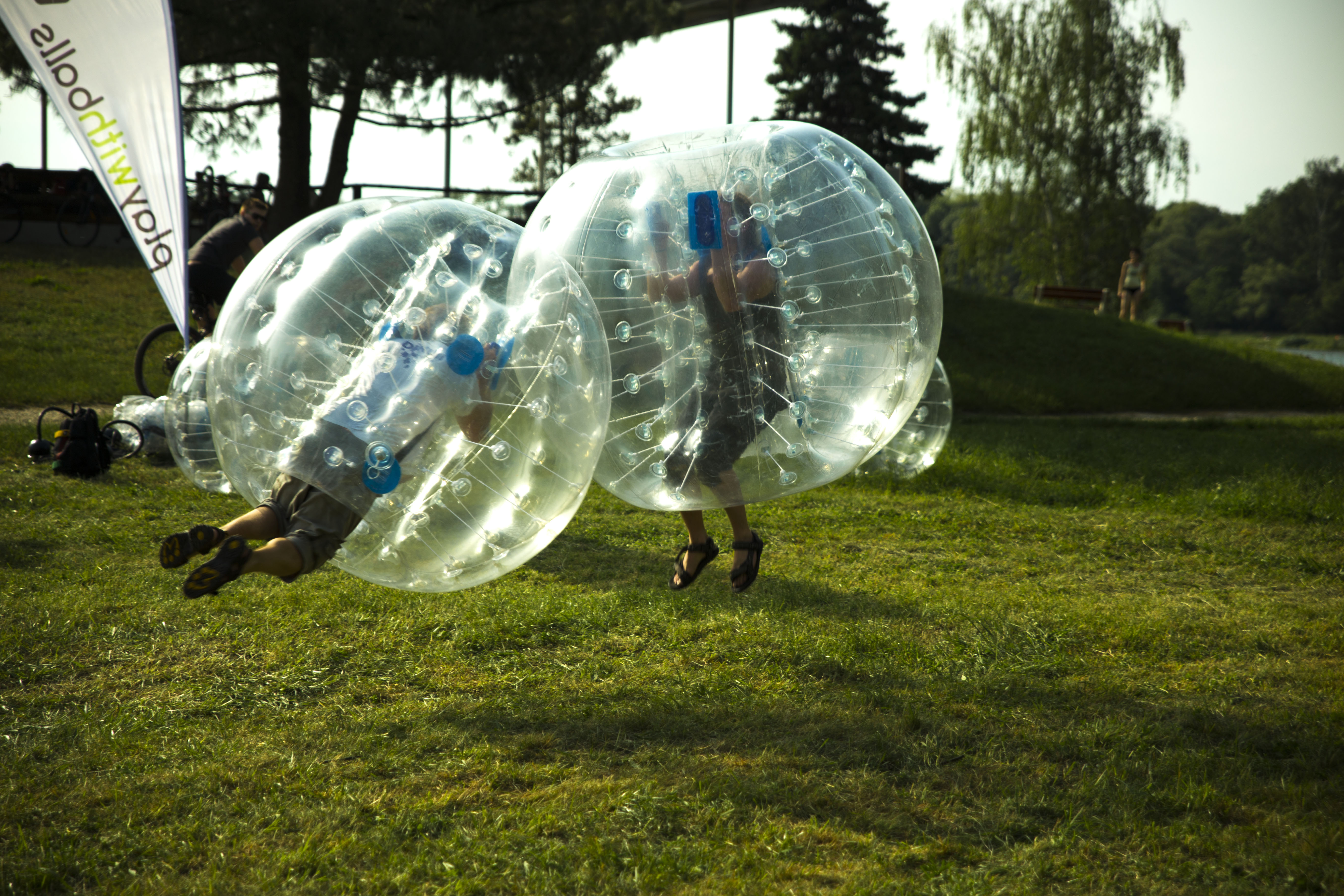
Bumperball při nárazu

Bumperball je nafukovací balón, strukturou podobný zorbingu, sloužící k narážení a k akrobatickým prvkům, jako jsou kotouly, přemety a podobně. Na rozdíl od zorbingové koule se bumperball navléká na tělo a hlavu sportovce a nohy zůstávají volné.

## Původ
Tento druh náčiní pochází z Nového Zélandu, kde se začal vyvíjet v roce 2009 jako modifikace klasické zorbové koule. Od té doby je využíván k bezpečným adrenalinovým zážitkům pro všechny věkové kategorie. Účastníci jsou chráněni i proti nárazům v plné rychlosti a rizika jsou tak minimální.

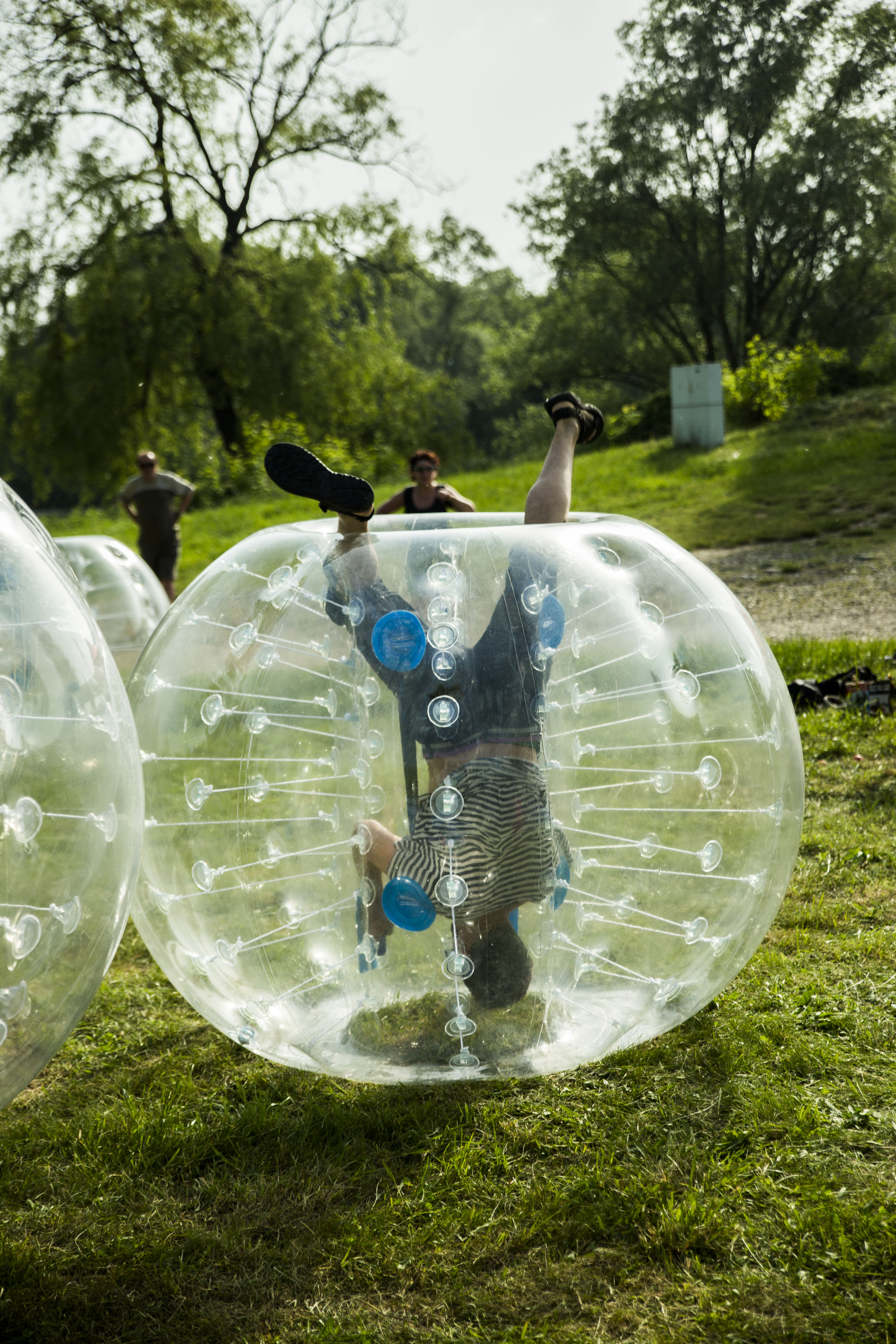
Ochrana hlavy

## Využití
Nejtypičtější aktivitou je takzvaný Bumper fotbal, kde v těchto koulích hrají dva týmy hru podobnou fotbalu s výrazně zjednodušenými pravidly. Oficiální pravidla nebyla nikdy stanovena, jelikož existuje velké množství programových variací her i technických provedení Bumperballů. Standardně tak výsledná forma závisí na kreativitě pořadatele. Fotbalové turnaje s bumperballem se hrají jako doprovodný program při různých festivalech či tento netradiční sport slouží k přilákání zájmu veřejnosti na charitativní akce.

## Bumperball v Česku
V České republice je Bumperball rozšířen formou turnajů pro veřejnost, jako teambuildingový nástroj i jako zábava na dětských dnech a propagačních akcích.